# 完美假妻168
《完美假妻168》（英語：Lock ME Up Tie Him Down）中国大陆愛情懸疑喜剧片，导演是刘镇伟，是2014年在中國大陸上映的一部電影。

## 劇情簡介
霍克答應國富的「完美Q計劃」，假裝綁架了國富，以威脅Tiffany當霍克的妻子，以瞞騙同事自己的祕密。人妻Tiffany在家遭遇匪徒霍克，霍克以Tiffany的丈夫國富被綁架的視頻要求Tiffany與他假扮一星期(168小時)夫妻。而不知情的人妻Tiffany，為了救回老公，Tiffany只好答應條件，在過程中尋找救回老公的線索。「男人落淚是選擇回家；女人落淚是選擇離開」......

## 演員表
| 演员              | 角色      | 备注           |
| 何炅 少年：蔡徐坤 | 霍克      | 譚冠禧         |
| 徐若瑄            | Tiffany   | 何少群         |
| 王学兵            | 鄭國富    |                |
| 蒋梦婕            | 雯麗      | 鄭國富情人     |
| 蝦頭（楊詩敏）    | 陳太太    | 鄰居           |
| 李菁              | 尹志堅    | 派出所公安     |
| 惠英紅            | Tiffany母 | 友情客串       |
| 陳勳奇            | Tiffany父 | 客串           |
| 陳妍希            | 羅麗嫦    | 記者(片尾花絮) |
| 陳柏霖            | -         | 客串           |